# 1638
Évszázadok: 16. század – 17. század – 18. század
Évtizedek: 1580-as évek – 1590-es évek – 1600-as évek – 1610-es évek – 1620-as évek – 1630-as évek – 1640-es évek – 1650-es évek – 1660-as évek – 1670-es évek – 1680-as évek
Évek: 1633 – 1634 – 1635 – 1636 –  1637 – 1638 – 1639 – 1640 – 1641 – 1642 – 1643

## Események

### Határozott dátumú események
- február 14. – Jakusics György veszprémi püspök Pozsonyban megkoronázza III. Ferdinánd király feleségét, Mária Anna spanyol infánsnőt (1606–1646) magyar királynévá.[1]
- június 13. – Tartományi zsinat Nagyszombatban Lósy Imre esztergomi érsek elnöklete alatt.
- július 8. – Désen elkezdődik az erdélyi szombatosok ellen indított koncepciós per.[2]

### Határozatlan dátumú események
- az év folyamán –
  - Csáky László földesúr megalapítja a mai Türr István Gimnázium és Kollégium elődjét Pápán.
  - IV. Ulászló lengyel király és a szejm urainak jelenlétében Jakub Zadzik krakkói püspök kihirdeti az ariánusok kiűzésére hozott ítéletet.[3]

## Születések
- szeptember 16. – XIV. Lajos francia király († 1715)
- november 18. – Despotovich János jezsuita pap, tanár, költő († 1711)
- november 22. – Cristophorus Cellarius német filológus és tanár († 1707)

## Halálozások
- november 8. – Johann Heinrich Alsted magyar tanár (* 1558)
- november 11. – Cornelis van Haarlem holland festőművész (* 1562)